# Chleba naszego powszedniego
Chleba naszego powszedniego – polski film społeczno-obyczajowy w reżyserii Janusza Zaorskiego.
Plenery i wnętrza: Warszawa (Stadion Dziesięciolecia, Trasa Łazienkowska, Filharmonia Narodowa).

## Główni bohaterowie
- Bolesław Płotnicki – Józef Malesa
- Kazimierz Krzaczkowski – Jan Malesa, syn Józefa
- Małgorzata Pritulak – Krysia
- Janusz Bukowski – kierownik budowy Trasy Łazienkowskiej
- Jan Himilsbach – Jakubiak
- Małgorzata Rożniatowska – kasjerka  na budowie
- Eugeniusz Robaczewski – robotnik
- Andrzej Szenajch – robotnik
- Edward Lach – robotnik

## Opis fabuły
Film opowiada o prostych elementarnych wartościach, takich jak rodzina, praca i tradycja. Józef Malesa przybywa do Warszawy wraz z synem, zatrudniają się na budowie Trasy Łazienkowskiej. Zachowania, celebracja codziennych czynności, sprawiają, że mężczyźni zyskują opinię "zacofanych", potrafią jednak odnaleźć się w codziennej miejskiej rzeczywistości.